# Коньен
Коньен (фр. Cognin) — коммуна во Франции, департамент Савойя, регион Овернь — Рона — Альпы. Входит в состав кантона Шамбери-3, округ Шамбери. На 2012 год население коммуны составляло 5920 человек. Четвёртый по населению город в метрополии Шамбери, девятый — в департаменте. Мэр коммуны — Флоранс Валлен-Бала, мандат действует на протяжении 2014—2020 годов.

## Географическое положение
Коньен расположен на западе от Шамбери, префектуры департамента Савойя. Коммуна находится в региональном природном парке Шартрёз, через неё протекает река Йер. От Йера во время промышленного роста были построены каналы для заводов. Поселение окружают два холма — Вильнёв (предгорья массива Шартрёз) и Шалу — Ле-Молас (массив Юра). Через город проходит дорога департамента 1002.

## История

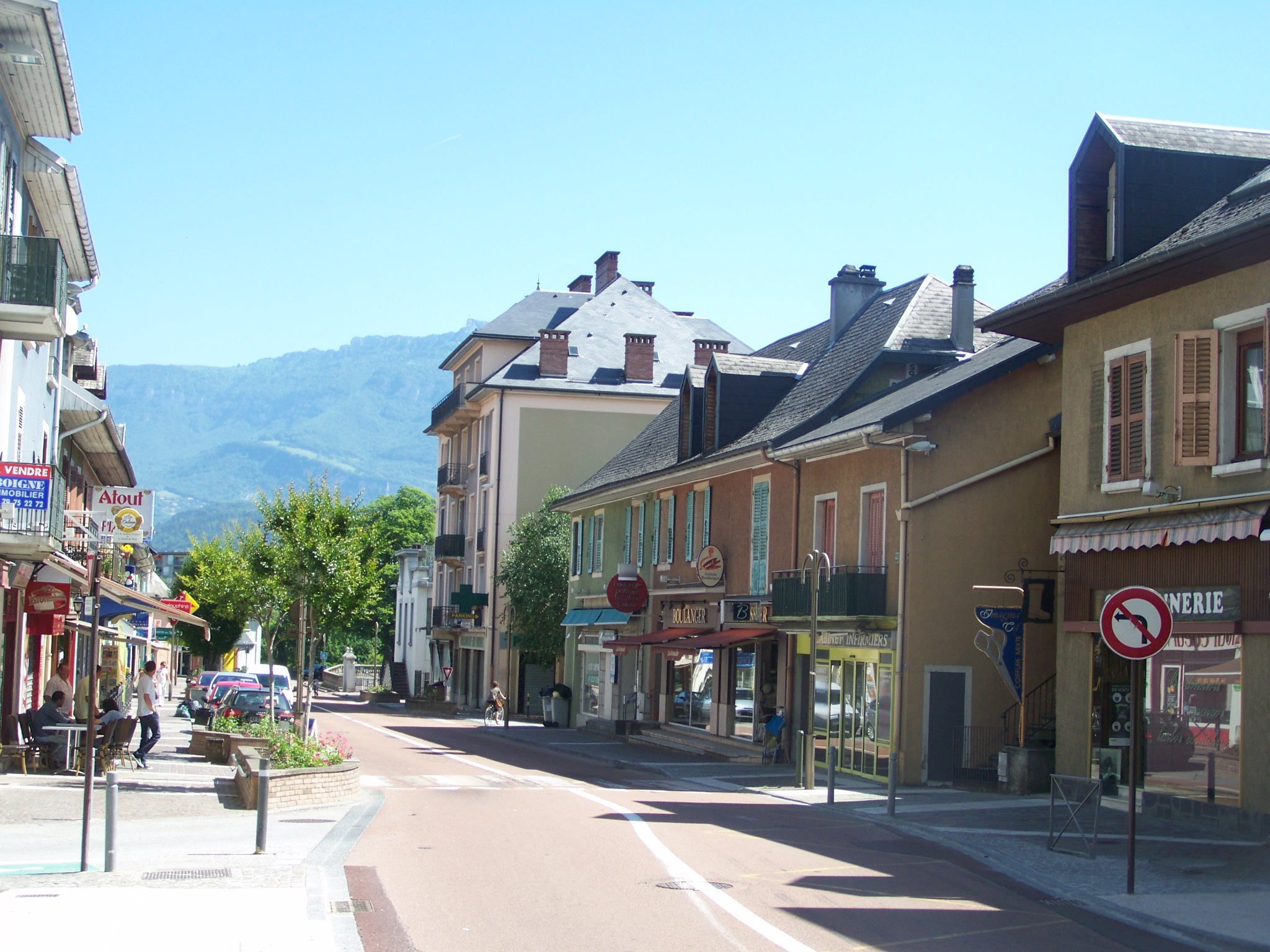
Улица в центре города

Впервые поселение Коньен упоминается в 1107 году в записях Гренобля под именем ecclesia de Cohonnino. Археологические открытия 1970-х годов подтвердили древность коммуны. Поселение было стратегически расположено на римской дороге, идущей из Италии в Галлию
В 1863 году директор Императорского института глухонемых основал в Коньене Национальный институт для глухих. Население Коньена традиционно занималось сельским хозяйством и ремёслами. Расцвет промышленности коммуны настал в начале XX века, когда на каналах реки Йер было более 12 предприятий (мукомольный завод, ткацкая фабрика, кожевенный завод, лесопилка, гончарная мастерская, производство ножей). К 1950-м годам производства начали закрываться.

## Население

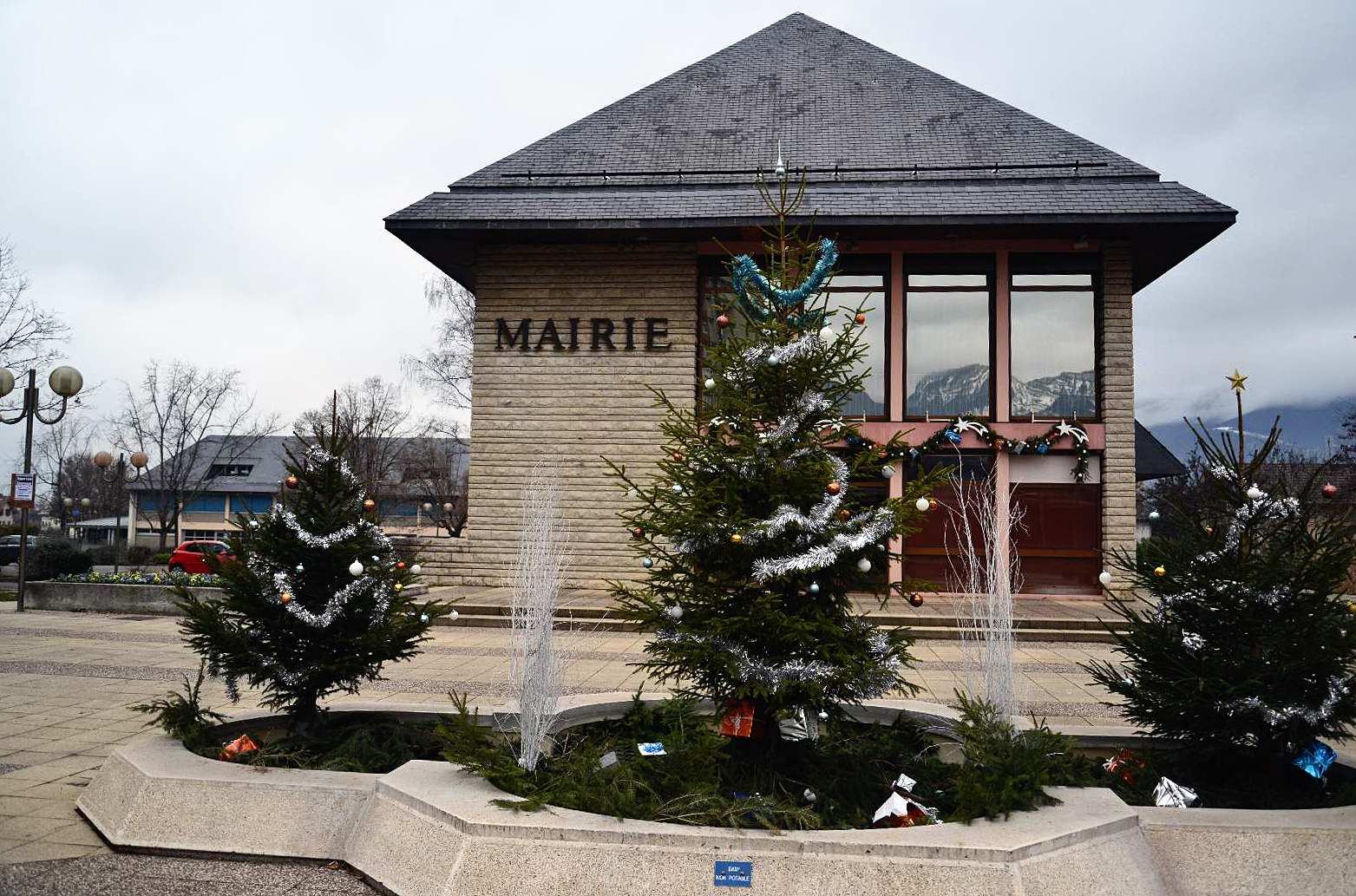
Мэрия Коньена

Согласно переписи 2012 года население Коньена составляло 5920 человек (46,1 % мужчин и 53,9 % женщин), в коммуне было 2738 домашних хозяйств и 1637 семей. Население коммуны по возрастному диапазону распределилось следующим образом: 16,4 % — жители младше 14 лет, 16,3 % — между 15 и 29 годами, 17,4 % — от 30 до 44 лет, 18,8 % — от 45 до 59 лет и 31,1 % — в возрасте 60 лет и старше. Среди жителей старше 15 лет 45,4 % состояли в браке, 36,1 % — не состояли, 8,9 % — были в разводе, 9,6 % — вдовствовали.
Среди населения старше 15 лет (4512 человек) 13,6 % населения не имели образования, 12,1 % — имели только начальное образование, 6,0 % — закончили только колледж, 26,2 % — получили аттестат об окончании лицея, 16,8 % — закончили полное среднее образование или среднее специальное образование, 14,2 % — закончили сокращённое высшее образование и 11,2 % — получили полное высшее образование.
В 2012 году из 3510 человек трудоспособного возраста (от 15 до 64 лет) 2598 были экономически активными, 912 — неактивными (показатель активности 74,0 %, в 2007 году — 71,3 %). Из 2598 активных трудоспособных жителей работали 2331 человек (1146 мужчин и 1185 женщин), 267 числились безработными. Среди 912 трудоспособных неактивных граждан 326 были учениками либо студентами, 407 — пенсионерами, а ещё 179 — были неактивны в силу других причин. В 2010 году средний доход в месяц на человека составлял 1990 €, в год — 23 878 €. При этом мужчины имели медианный доход в 2149 € в месяц против 1878 € среднемесячного дохода у женщин..
Динамика численности населения:
| Население коммуны в XIX—XXI веках |
| --------------------------------- |
|                                   |